# 克里斯·沃森
克里斯·沃森（英語：Chris Watson，1867年4月9日—1941年11月18日），全名約翰·克里斯琴·沃森是第3任澳洲總理（1904年4月至8月）。他是首位來自澳洲工黨的澳洲總理，亦是世界上首位當總理的工黨黨員。沃森在1901年澳洲聯邦選舉獲勝，同年5月8日召開黨團會議，趕及他在澳洲國會的首次會面前被選為澳洲工黨黨魁。他上任4個月後，因無法在澳洲眾議院獲得大多數支持而辭職。根據珀西瓦爾·塞爾（Percival Serle）的說法，沃森「留下給人的印象比預期為佳。為了他的政黨，他在適當之時來到。無人比這個誠懇、謙恭、溫和的領袖做得更好。」

## 经历
克里斯·沃森指他父親是英國海軍軍人喬治·沃森（George Watson），但文獻顯示其父名叫Johan Cristian Tanck，是德國裔智利人；克里斯·沃森生於智利瓦爾帕萊索省瓦爾帕萊索。文獻亦顯示克里斯·沃森的母親馬莎·明欽（Martha Minchin）是紐西蘭人。

## 相片集

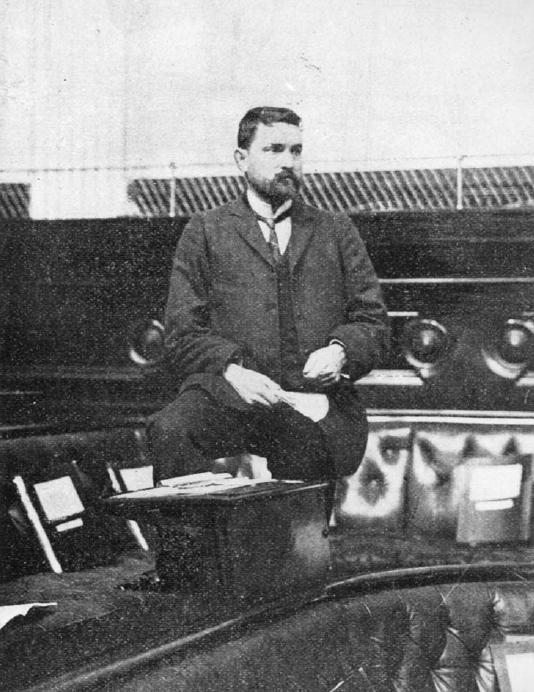
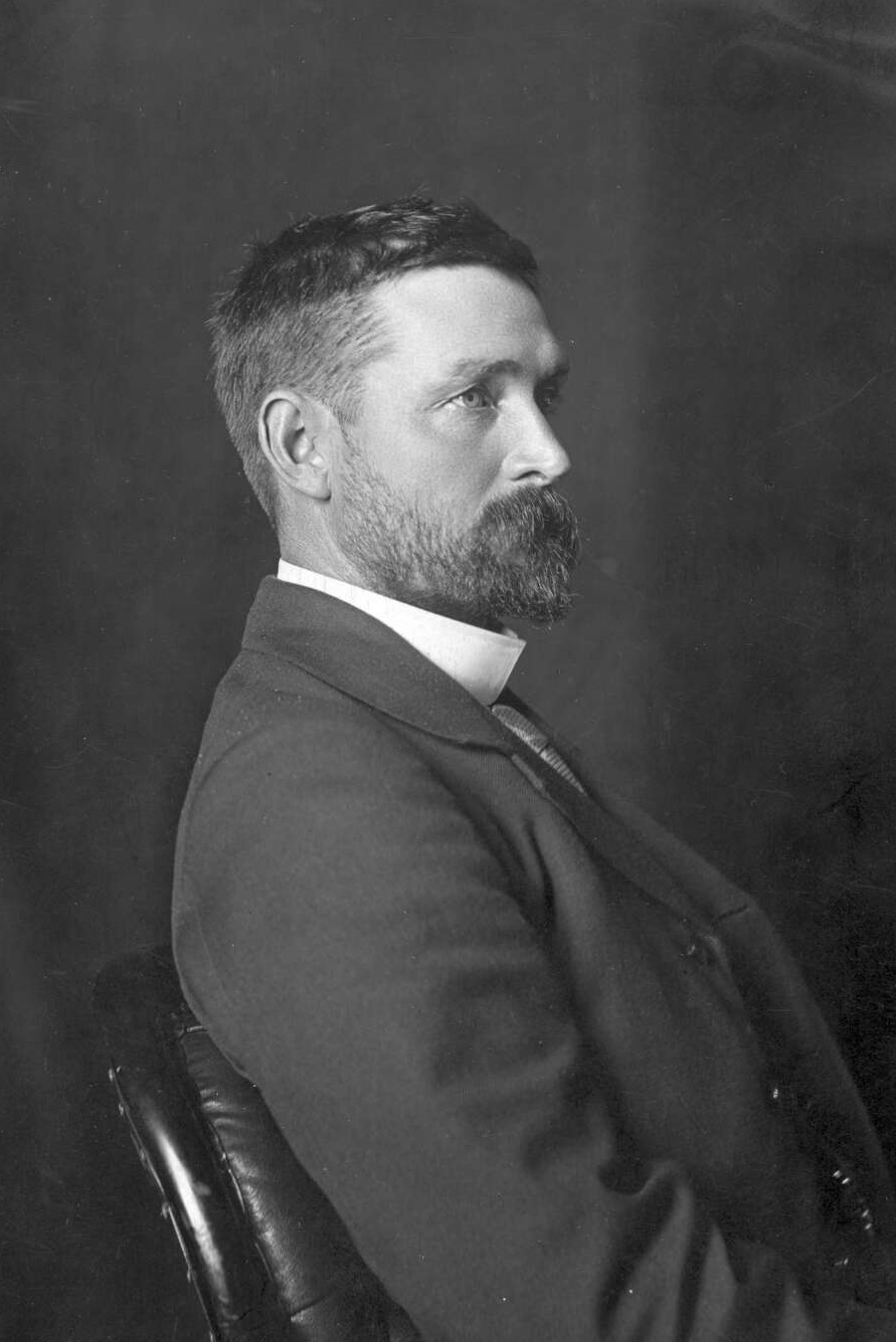
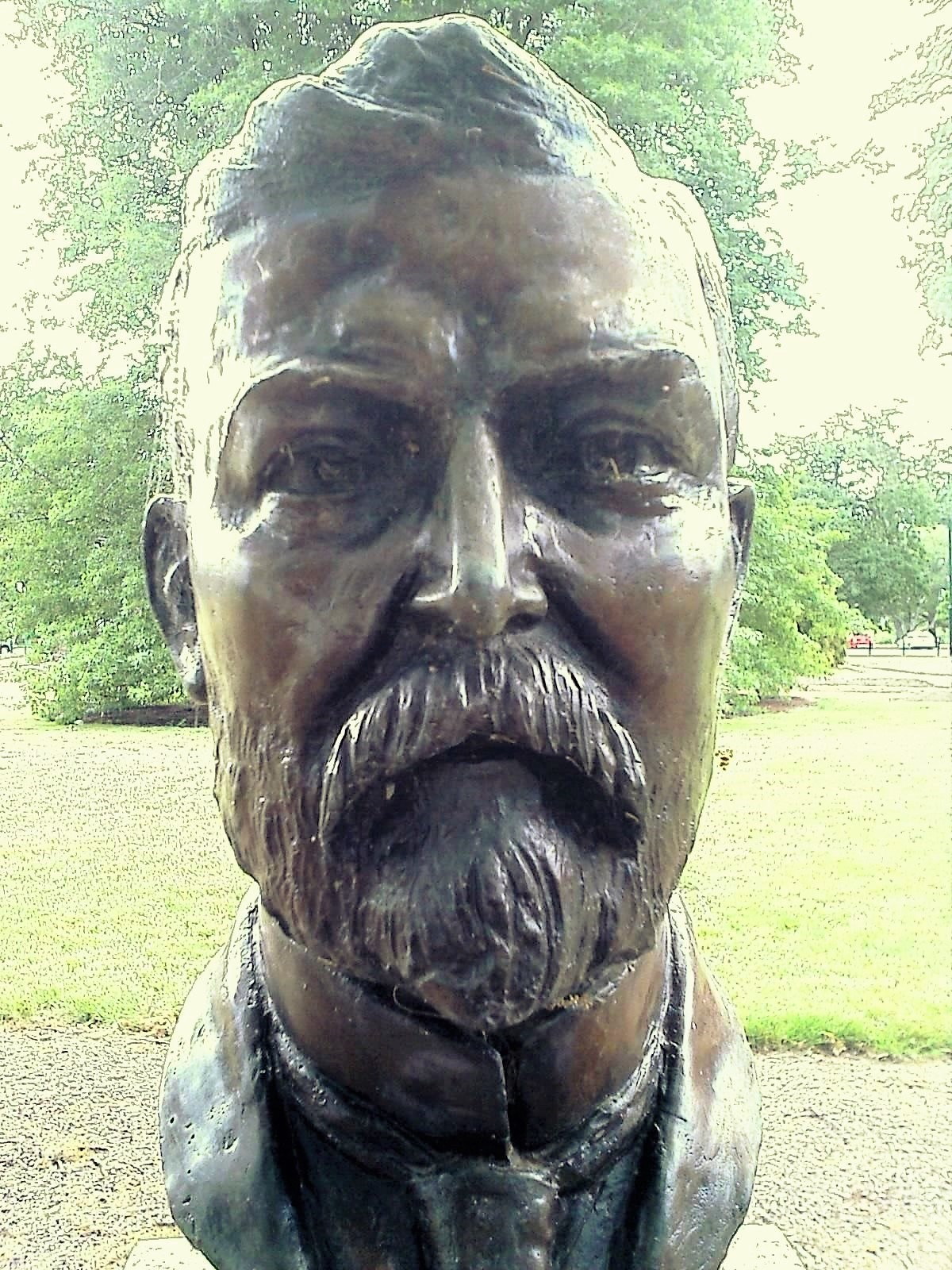
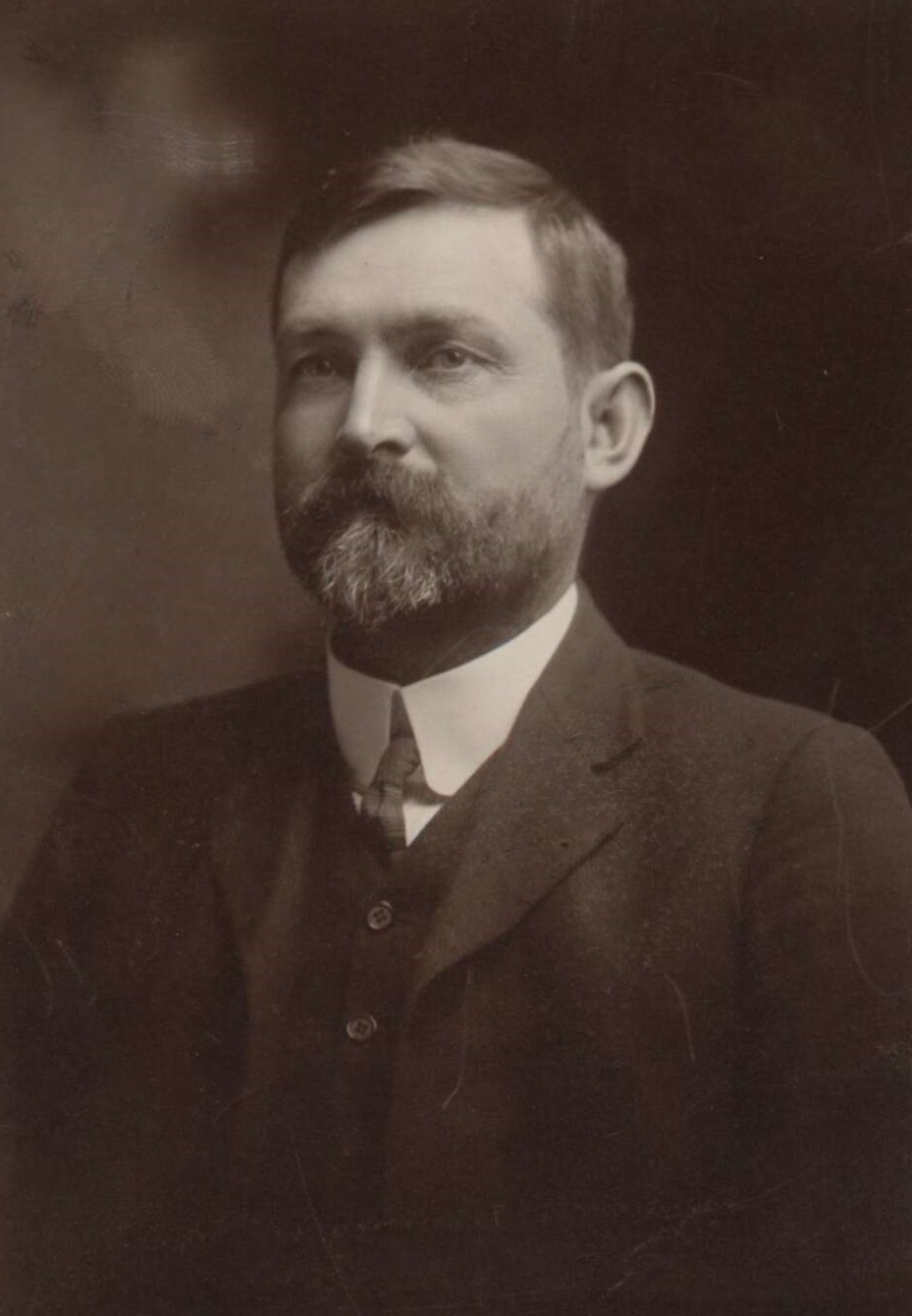

### 引用
1. ↑  Serle, Percival. . Dictionary of Australian Biography. Project Gutenberg Australia.   [2007-05-29]. （原始内容存档于2011-11-30）.
2. ↑  Nairn, Bede. . . Melbourne University Press. 1990  [2008-05-19]. ISSN 1833-7538 –National Centre of Biography, Australian National University.
3. ↑  .   [2008-06-20]. （原始内容存档于2008-07-20）.
4. ↑  .   [2008-06-20]. （原始内容存档于2020-03-31）.
5. ↑  .   [2008-06-20]. （原始内容存档于2016-03-03）.
6. ↑  .   [2008-06-20]. （原始内容存档于2011-11-13）.

### 书籍
- Al Grassby and Silvia Ordonez《he Man Time Forgot: The Life and Times of John Christian Watson, Australia's First Labor Prime Minister》，Pluto Press 1999年
- Ross McMullin《So Monstrous a Travesty: Chris Watson and the World's First National Labour Government》，Scribe Press 2004年

## 外部連結
- 澳洲總督寫予英國殖民地Colonial Secretary的急件末頁 講述首度有工黨黨員成為大英帝國的領袖。日期：1904年4月23日。